# Halifa Haftár
Halifa Belkaszim Haftár (arabulخليفة بلقاسم حفتر; született 1943-ban) tábornagy katonatiszt Líbiában, a Líbiai Nemzeti Hadsereg feje, a második líbiai polgárháború egyik főszereplője. 2015. március 2-án nevezték ki a Képviselőház - a rivális líbiai törvényhozások egyike - hadseregének a parancsnokává.
Az északkeleti, tengerparti Adzsdábija városban született. A líbiai hadseregben szolgált Moammer Kadhafi alatt, és részt vett az 1969-es puccsban, amely hatalomra juttatta Kadhafit. Egy líbiai kontingens tagjaként részt vett az Izrael elleni Jom kippuri háborúban 1973-ban.  1987-ben a Csád elleni háború során hadifogságba esett, miután csapdába csalták. Az eset Kadhafi számára nem csak nagy csalódás volt, a diktáror csádi terveire is nagy csapást mért. A fogságban tiszttársai egy csoportjával Kadhafi eltávolításáról szőttek álmokat. 1990-ben elengedték, az Egyesült Államokkal kötött megegyezés részeként, és ezután majdnem két évtizedet töltött az Egyesült Államokban, a virginiai Langleyben. Amerikai állampolgárságot is kapott. 1993-ban hazájában távollétében halálra ítélték a Dzsamairíja (a "nép állama") elleni bűncselekményekért.
2021 novemberében Khalifa Haftar bejelentette, hogy indul a 2021. decemberi elnökválasztáson.

## Fordítás
- Ez a szócikk részben vagy egészben  a   Khalifa Haftar című angol Wikipédia-szócikk ezen változatának fordításán alapul.  Az eredeti cikk szerkesztőit annak laptörténete sorolja fel. Ez a jelzés csupán a megfogalmazás eredetét és a szerzői jogokat jelzi, nem szolgál a cikkben szereplő információk forrásmegjelöléseként.